# クリスタルエクスプレス トマム & サホロ

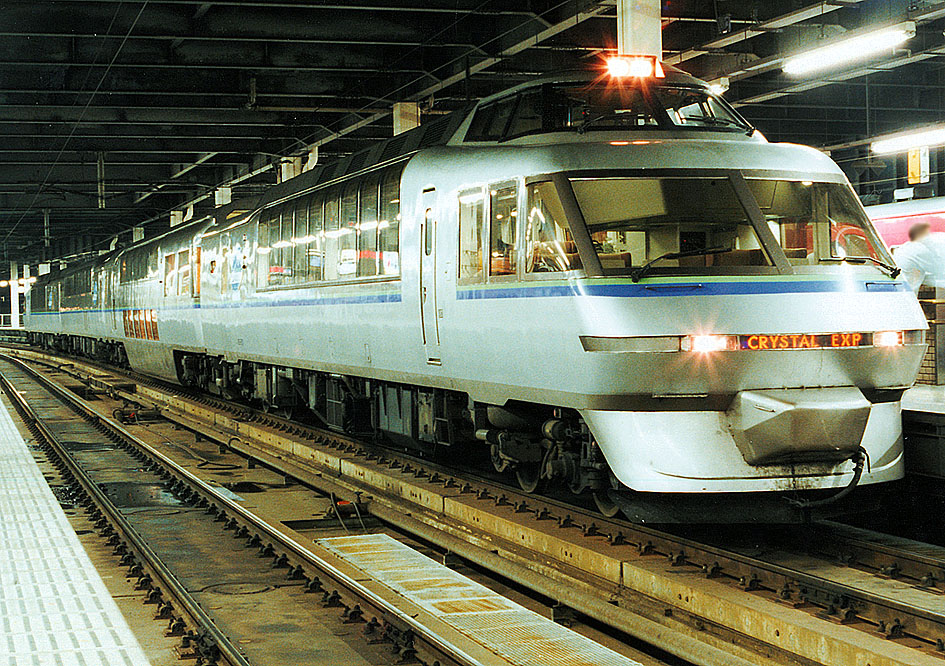
クリスタルエクスプレス トマム & サホロ（1992年）

クリスタルエクスプレス トマム & サホロ (Crystal Express TOMAMU & SAHORO) は、北海道旅客鉄道（JR北海道）が1989年（平成元年）12月から2019年（令和元年）9月まで運用していた鉄道車両（気動車）で、ジョイフルトレインと呼ばれる車両の一種である。機能的にはキハ183系に属し、5100番台を称する。

## 概要
JR北海道が団体・臨時列車用として企画した「リゾート列車」のひとつで、石勝線方面への観光輸送を主目的として、自社の苗穂工場で設計、製作された。同社保有の気動車ジョイフルトレインとしては5番目の編成である。愛称はきらめくパウダースノーの中を輝きながら走る様子をイメージしたものとした。
走行装置は「ニセコエクスプレス」と同様の仕様で、最高速度は 120 km/h である。走行用機関（DMF13HZ・330 PS/2,000 rpm）をキハ183形に2基、キハ182形に走行用機関1基と電源用機関（DMF13HS-G・180 kVA）1基を搭載する。液体式変速機はDW14改。台車も同様のボルスタレス式で、動力台車は一軸駆動のDT53、付随台車はTR239である。ブレーキ装置は自動空気ブレーキであるが、運転席が2階に移ったことにより空気配管を省略するため、ブレーキハンドルは縦軸式の設定器となっている。
1990年度の通商産業省グッドデザイン商品（現・日本産業デザイン振興会グッドデザイン賞）に選定されている。
老朽化のため2019年に引退した。車両は解体されたが、札幌市東区苗穂にある北海道鉄道技術館において側面マークと3号車個室のドアのみ保存されている。

## 車両詳説

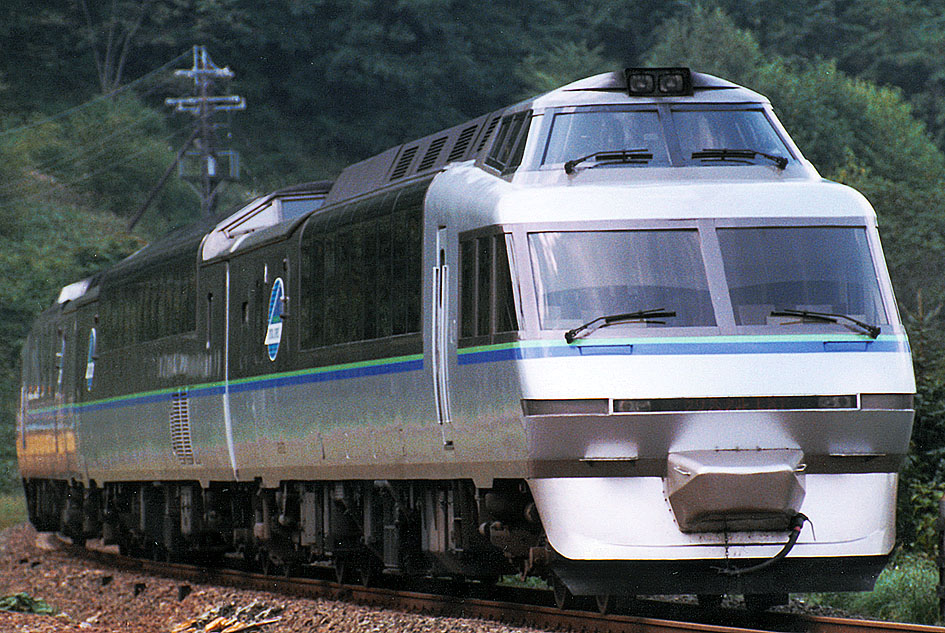
3両時代（1990年9月 新得駅付近）

「全面展望」を設計コンセプトの主軸とし、内装はハイデッカー構造や展望車が中心となっている。座席はバケットタイプのリクライニングシートで、シートピッチは960 mmである。
当初は3両編成で登場したが、翌1990年（平成2年）12月にダブルデッカー車両のキサロハ182-5101を増結し、4両編成となった。
- キハ183形（5101・5102）
編成の両端に組成される、運転台付きの先頭車。5102が1号車、5101が4号車として使用される。
運転台を2階に上げて先頭部を乗客に開放するパノラマエクスプレスアルプス方式の展望車とした。客席部は床面を300mm上げたハイデッカーとし、側窓も屋根肩にまでかかる曲面ガラスとなっている。
かつては展望席が各8席設置されていたが、2010年1月に函館本線妹背牛 - 深川間で発生した789系電車1000番台「スーパーカムイ」の踏切障害事故に鑑み、同年5月25日に座席をすべて撤去した上で、乗客が立ち入らないよう仕切扉が設置された[5]。これにより、定員は当初の44人から36人に減少した。

- キハ182形 (5101) 
2号車として使用される中間車。定員は56人。
車体断面はキハ183形よりさらに大きくとり、屋根肩部に天窓を設けるとともに妻部にも窓を設けた「ドームカー」として360度の展望を確保している。各席にシート液晶モニターが設置されていたが、2003年（平成15年）に撤去され、その後は各車車端部と展望室ならびにグリーン個室に大型液晶モニターが設置されている。

- キサロハ182形 (5101) 
3号車として使用される2階建て車両で、1990年12月に増備された。気動車列車では日本初の2階建て車両である。台車間に1階部分を落とし込む構造で、走行用機関を搭載しない付随車となっている。
台車は廃車発生品の電車用TR69D形を装着する。これはJR北海道が日本国有鉄道（国鉄）から継承しながら、一度も営業運転に就かずに廃車になったサハネ581-15から流用したものであり、以下の改造が実施された[6]。

- 冬期での走行中に車体下部に氷雪が当たらないように、車端側に雪かき装置を装備。レール面上から145 mmの位置に設置しており、台車枠に溶接で取り付けられているが、その際にひずみや熱が台車枠に加わるため、その処理技術を持つ車両製造メーカーの日立製作所に委託契約して取り付けが実施された。
- ブレーキシリンダとブレーキテコを785系と同じタイプに取替え。
- ブレーキ管装置と空気ばねの取替え。
- 踏面清掃装置の取り付けと同配管の設置、781系を参考にしている。
- 車軸速度発電機の取り付け。
- その他の付属機器の改造

2階客席は4人用のボックスシート（普通席）を7組配置し、1階には4人用のグリーン個室を3室設置する。シートはソファタイプである。2階部分と平屋部分車端部の2か所にラウンジを設け、平屋部に設けられたラウンジには、妻面にかかる曲面ガラスを設けて斜め方向の展望を確保している。
なお、2010年時点ではグリーン個室は普通個室扱いとなっており、山陽新幹線の700系E編成「ひかりレールスター」で運行される列車と同様な利用制度になっているが、形式はキサロハのままで個室はフルムーン夫婦グリーンパスでも利用可能である。
登場当時の車内にはオーディオサービス・TVモニター・大型テーブル・デラックスソファーなどを備えていた。

### 車内の設備
登場当時、車内には荷物室、スキー室、インフォメーションボード、マルチチャンネルAV（25インチ液晶モニター）などの設備を備えていた。

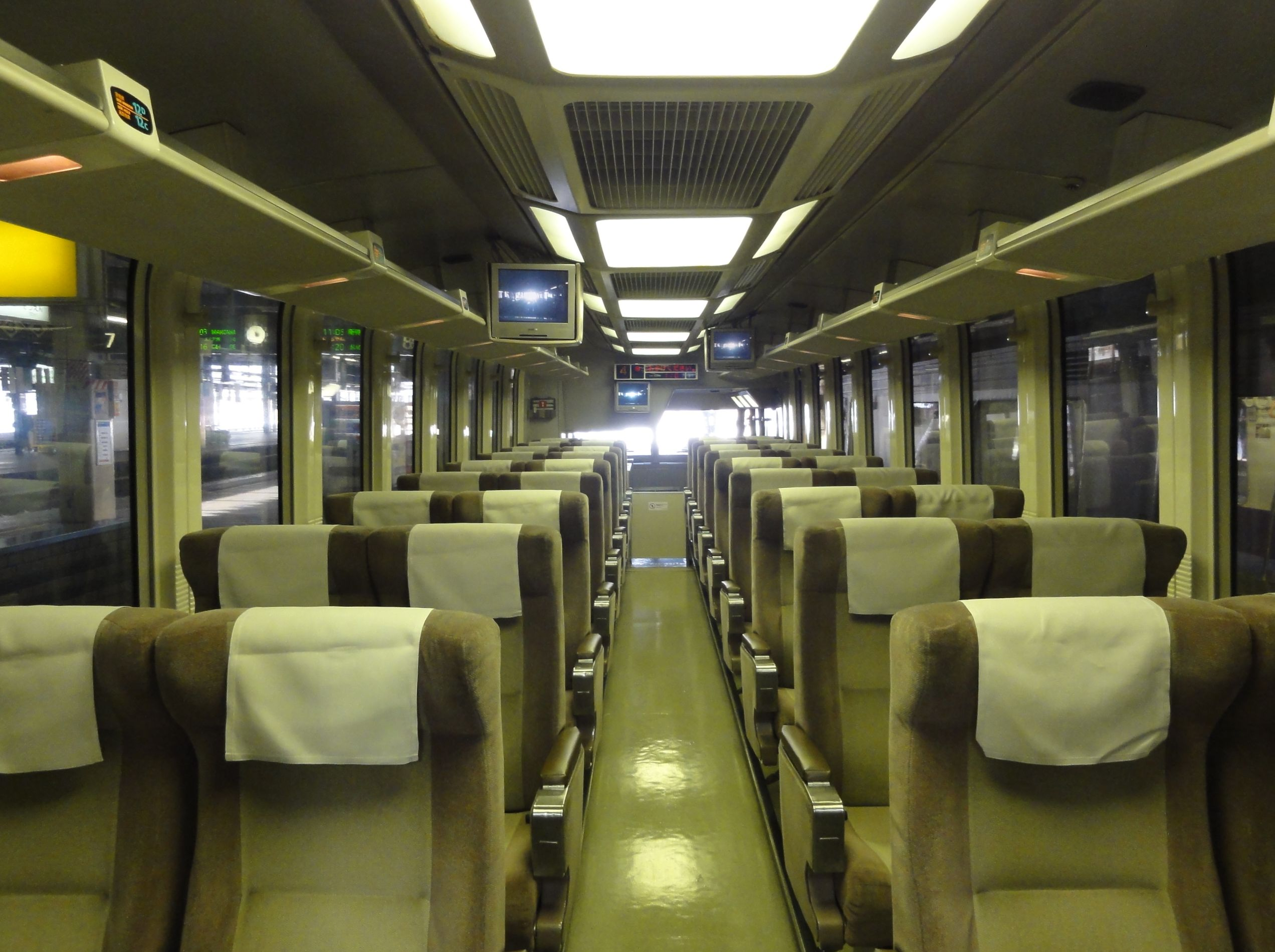
車内（キハ183形）
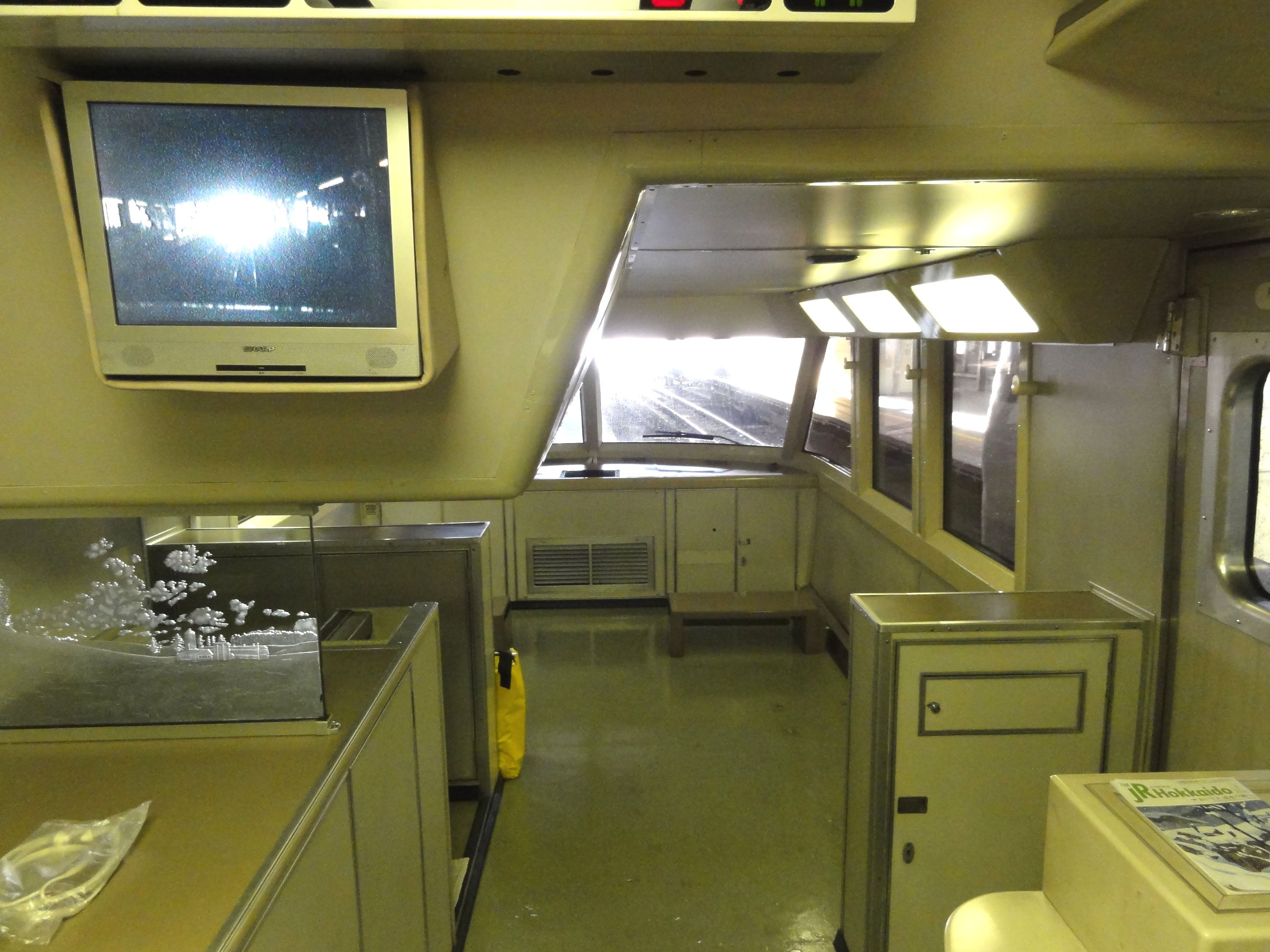
先頭部展望スペース（キハ183形）
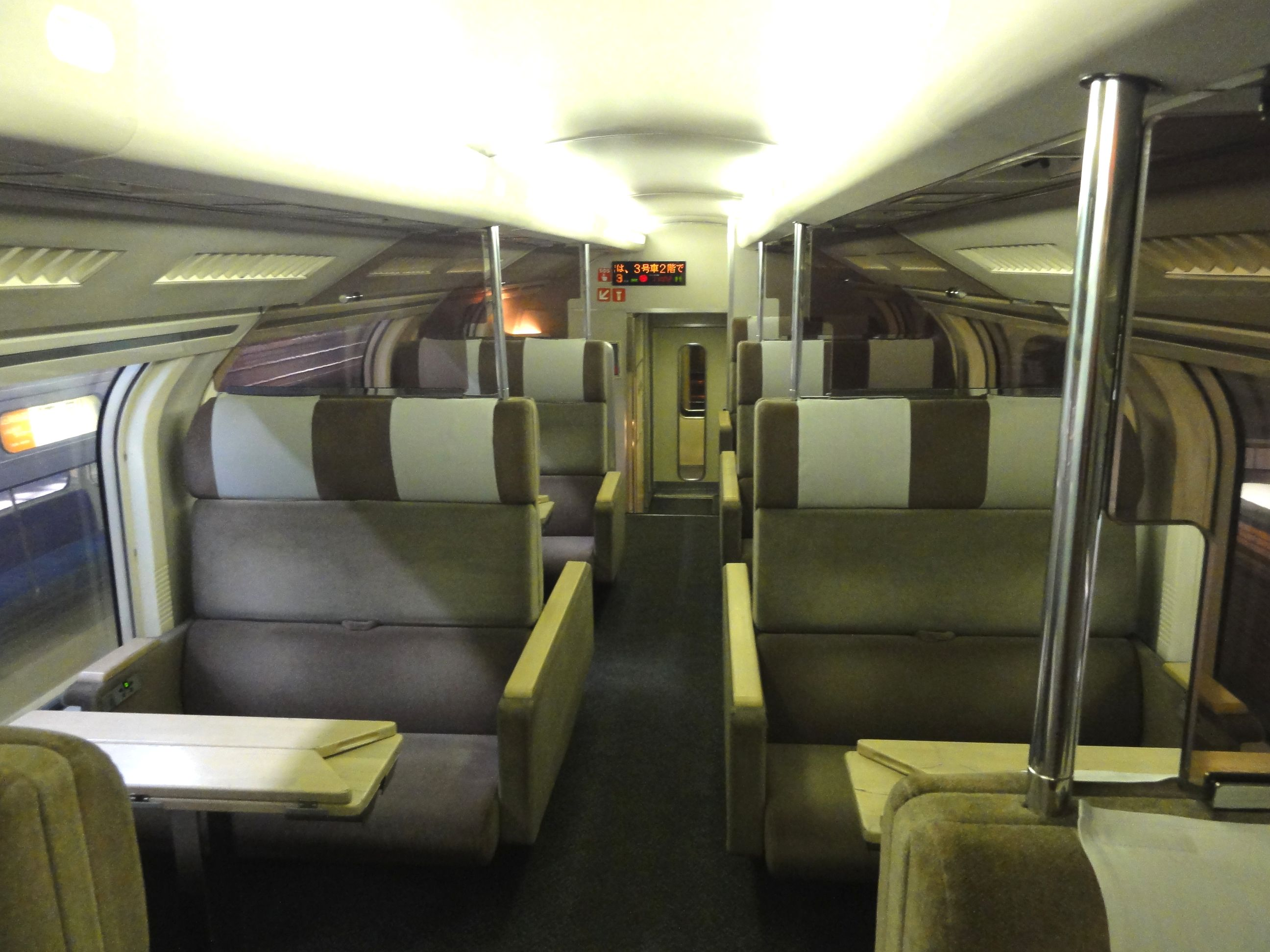
普通席ボックスシート（キサロハ182形）
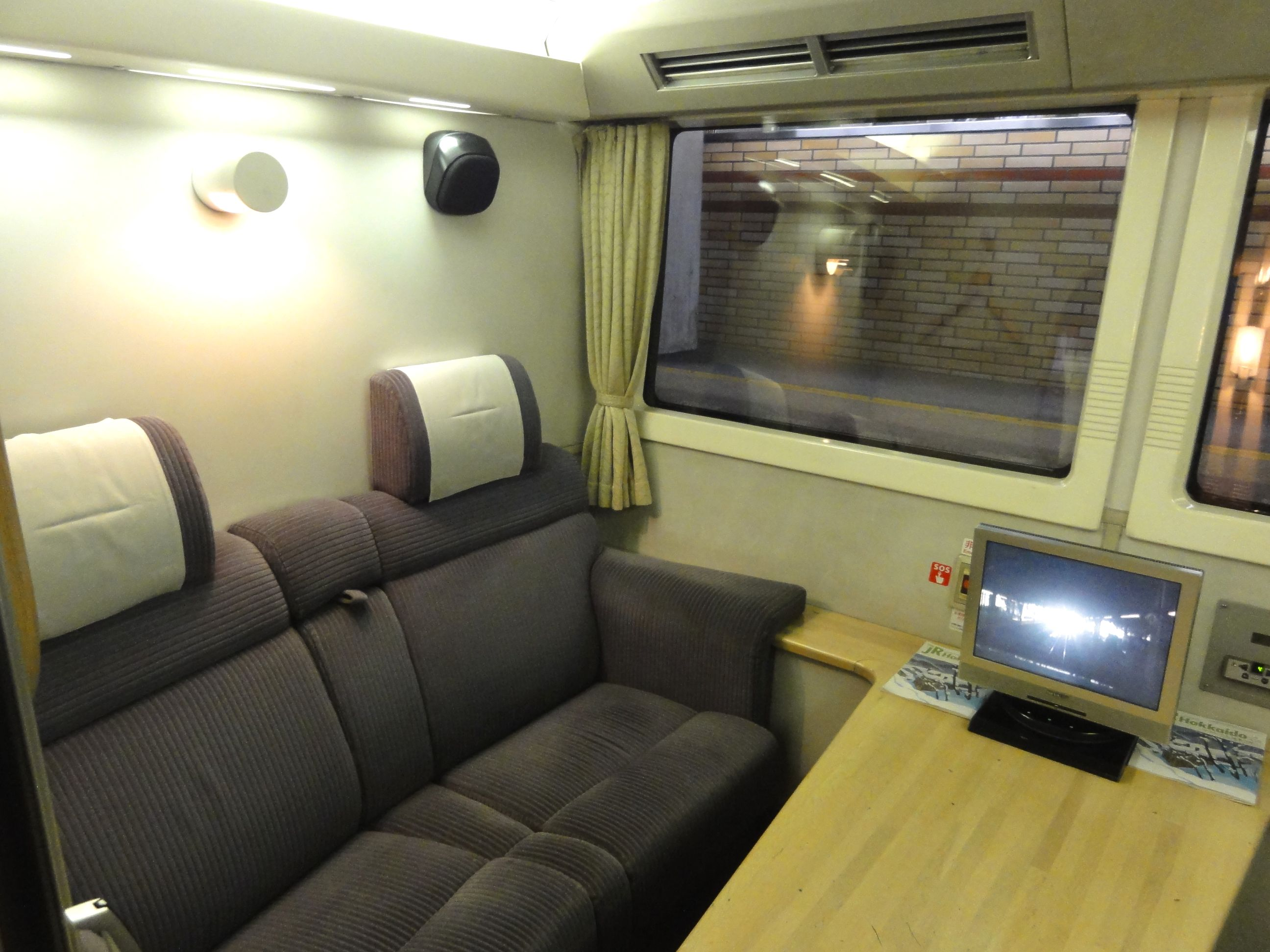
グリーン車個室（キサロハ182形）
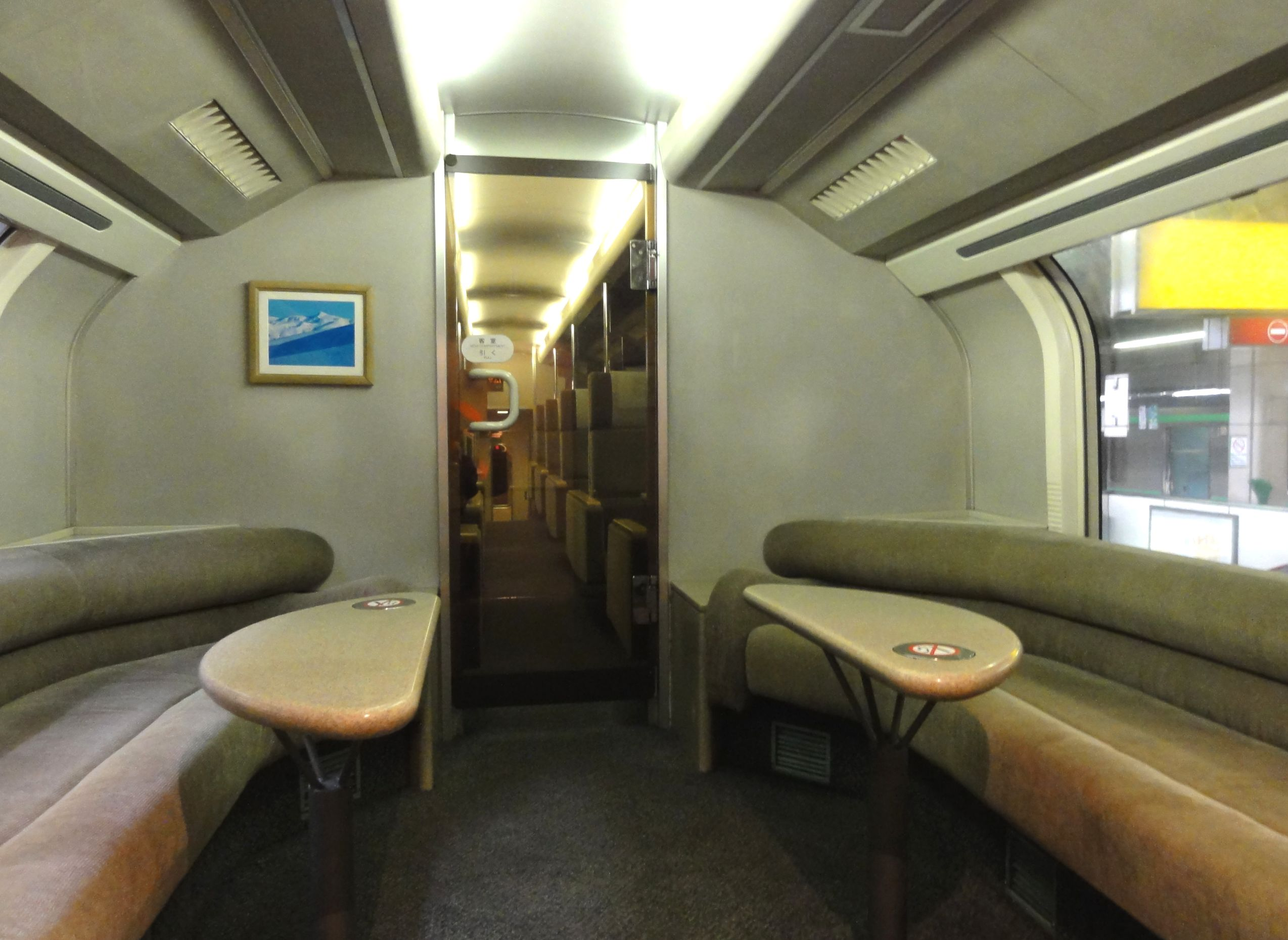
ラウンジ（キサロハ182形）

## 運用の変遷
運行開始時より季節ごとの臨時列車に使用されていた。臨時特急「トマムサホロスキーエクスプレス」（札幌 - 新得間）の運用を主とし、2000年代以降は「フラノラベンダーエクスプレス」（札幌 - 富良野間）、その他多客期の臨時特急「とかち」（札幌 - 帯広間）などにも用いられた。2013年（平成25年）冬から2014年（平成26年）7月末まで、エンジントラブルにより「北斗」のキハ183系が長期に運休となっていたため代替車両として運転された。
しかし2019年時点で運用開始から30年が経過し車両の老朽化が目立ってきたことから、同年9月29日の札幌駅 - 富良野駅（函館本線・根室本線経由）間の往復運行をもって引退。同年11月30日付で廃車された。翌2020年5月からは苗穂工場と五稜郭車両所で車両の解体が開始された。

## 商標
「クリスタルエクスプレス」は、北海道旅客鉄道が商標として登録している。
| 登録項目等 | 内容等                   |
| ---------- | ------------------------ |
| 商標       | クリスタルエクスプレス   |
| 称呼       | クリスタルエクスプレス   |
| 出願番号   | 商願平04-270864          |
| 出願日     | 1992年(平成4年)9月29日   |
| 登録番号   | 第3021049号              |
| 登録日     | 1995年(平成7年)1月31日   |
| 権利者     | 北海道旅客鉄道株式会社   |
| 役務等区分 | 39類（旅客車による輸送） |